# Ватутінський м'ясокомбінат
Вату́тінський м'ясокомбінат — підприємство м'ясної промисловості України, що розташоване у місті Багачеве Черкаської області.

## Діяльність
Потужність підприємства становить за зміну 45 тон м'яса, 7,5 тон ковбасних виробів, 2,6 тон сухих тваринних кормів, 750 кг м'ясних напівфабрикатів. Холодильні установки можуть одночасно зберігати 1800 тон вантажу. Стічні води проходять через власну жироловку.

## Структура
До складу комбінату входять:
- база передзабійного утримання худоби — два критих приміщення загальною площею 2400 м², відкриті приміщення площею 6800 м², санітарна забійня, ізолятор, відділення для миття автотранспорту; загальна потужність становить 500 голів великої рогатої худоби та 1500 свиней
- цех первинної переробки худоби
  - забійне відділення — дві конвеєрні лінії для переробки худоби потужністю до 170 тисяч тон
  - субпродуктове відділення — центрофуги, перфоровані барабани, печі для смаління
  - кишкове відділення — дві поточно-механізовані лінії
  - жирове відділення — дві поточно-механізовані лінії для переробки жиру-сирця
  - шкірозасолювальне відділення — загальна площа 810 м², миючий барабан для оброкби шкір, 3 міздрільні машини, лінія тузлукування
- холодильні установки
- ковбасний цех — з 2006 року закритий на повну реконструкцію
- паросоловий цех
- ремонтно-будівельний пункт
- компресорні установки (17 компресорів)
- автотранспортний гараж
- служби головних механіка та енергетика
- відділ виробничого ветеринарного контролю

До 2008 року працював також цех технічних фабрикантів з виробництва сухих тваринних кормів потужністю 2,6 тон за зміну.